# 石亭里站
石亭里站（：／ Seokjeong-ri yeok */?）曾經为韩国铁路庆全线上的一座鐵路站，位于全罗南道和順郡春阳面石亭里，已于2008年废止。

## 历史
- 1931年6月15日，落成使用，当时的车站名称是春阳站[1]。
- 1944年6月15日，停止使用[2]。
- 1953年12月25日，重新使用。
- 1955年7月1日，改名为石亭里站[3]。
- 2008年1月1日，停止使用[4]。